# Calle Autonomía
La calle Autonomía es una calle ubicada en el centro de la villa de Bilbao. Se inicia en la plaza Zabalburu y finaliza en la confluencia de la calle Luis Briñas con la plaza Aita Donostia.

## Medios de transporte
Estación de La Casilla y Estación de Basurto del tranvía de Bilbao, estación de Autonomía de la red de Cercanías Bilbao de Renfe, así como diversas paradas de las líneas de Bilbobus y Bizkaibus.